# Himley Hall

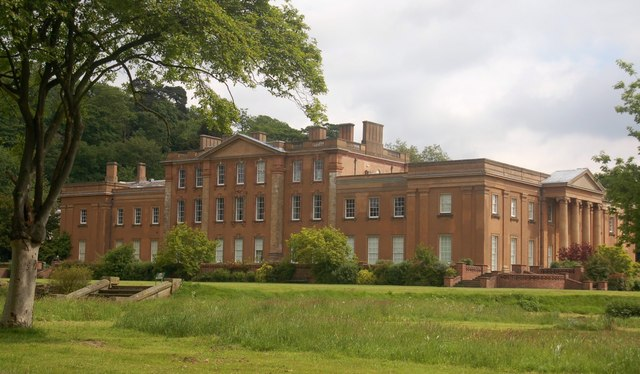
Himley Hall

Himley Hall ist ein Landhaus aus dem 17. Jahrhundert in der englischen Grafschaft Staffordshire. Es liegt im kleinen Dorf Himley im Süden der Grafschaft, in der Nähe der Städte Dudley und Wolverhampton. English Heritage hat Himley Hall als historisches Bauwerk II*. Grades gelistet. Sein Park und sein Garten, die in den 1770er-Jahren von Capability Brown erweitert wurden, sind im National Register of Historic Parks and Gardens als II. Grades gelistet.

## Geschichte
In den frühen Tagen war Himley Hall ein mit einem Graben versehenes Herrenhaus, das neben der mittelalterlichen Kirche stand. Über vier Jahrhunderte lang diente es als Zweitwohnsitz der Lords of Dudley und ihrer Ritter. Zu seinen Bewohnern zählte Dud Dudley, dessen Experimente zum Ausschmelzen von Eisenerz mit Kohle im 17. Jahrhundert in der Nähe durchgeführt wurden. 1645 lagerte König Karl I. auf dem Anwesen auf seinem Weg zu seiner Niederlage in der Schlacht von Naseby im englischen Bürgerkrieg.
1628 erbte die Familie Ward den Titel der Lords of Dudley durch die Heirat von Humble Ward mit der Erbin der Dudley-Ländereien, Frances Sutton. Humble Ward war der Sohn des Juweliers und Goldschmiedes am Hof König Karl I. Nach der Beschädigung von Dudley Castle im Bürgerkrieg wurde Himley Hall zum Hauptsitz der Familie.
Das heutige Landhaus stammt aus dem 18. Jahrhundert, als John Ward das mittelalterliche Herrenhaus abreißen ließ, um für ein großartiges palladianistisches Landhaus Platz zu schaffen. Das Dorf Himley wurde zu dieser Zeit umgesiedelt und 1764 wurde die Kirche an ihrer heutigen Stelle neu erbaut. 1774 starb John Ward und sein Sohn, ebenfalls John Ward, folgte ihm nach. Er beauftragte Capability Brown mit der Umgestaltung des 73 Hektar großen Parks. Die von Brown 1779 vorgeschlagenen Änderungen umfassten einen neuen See, der durch eine Reihe von Wasserfällen aus einer höher gelegenen Serie kleiner Teiche gespeist werden sollte.
Die Familie verließ Himley Hall in den 1830er-Jahren, weil das Landhaus zu nahe am Black Country lag. Sie lebten stattdessen in großem Luxus, der durch ihren aus dem Erzabbau stammenden Reichtum finanziert wurde, auf Witley Court in Great Witley in Worcestershire.
1934 verbrachten der Herzog und die Herzogin von Kent ihre Flitterwochen in Himley Hall. Der Prince of Wales (später König Eduard VIII.) verbrachte dort das letzte Wochenende vor seiner Abdankung.

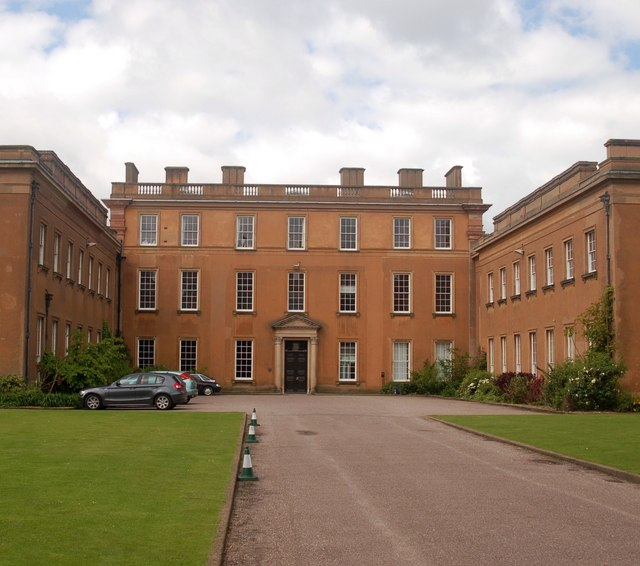
Haupteingang von Himley Hall

Nach dem Zweiten Weltkrieg wurde das Anwesen im Januar 1947 für £ 45.000 an das National Coal Board verkauft, nur zwei Stunden, bevor es versteigert werden sollte. Das Coal Board plante, das Haus als Büro für 250 seiner Angestellten in den West Midlands zu nutzen. Drei Monate später, während des Umbaus des Landhauses für seinen neuen Zweck, brach ein Brand aus und vernichtete den Südflügel. Das Haus war unbewohnt, als das Feuer ausbrach und alle Kunstgegenstände und Ausstattungen von Lord Dudley waren drei Tage vorher entfernt worden. Dieser Teil des Hauses wurde wieder aufgebaut, aber nicht entsprechend seinem früheren Erscheinungsbild. Der Niedergang der Kohleindustrie in der Gegend führte dazu, dass das Landhaus erneut zum Verkauf stand.
1966 wurde es von den Stadtverwaltungen von Dudley und Wolverhampton gemeinsam erworben, obwohl es im Seisdon Urban District (ab 1974: South Staffordshire) lag. Der Park wurde zu einem öffentlichen Erholungsgebiet. 1988 kaufte die Stadt Dudley die Anteile der Stadt Wolverhampton an dem Anwesen und war somit Alleineigentümerin.

## Himley Park
Der Himley Park auf dem Anwesen von Himley Hall wurde in den 1970er-Jahren geschaffen und wird heute von 200.000 Besuchern im Jahr genutzt. Es gibt dort einen großen See und einen Hügel sowie viele Waldwege und offene Parklandschaft. Für seine ausgeprägte Entenpopulation ist der Park sehr bekannt. Man findet dort ein kleines Log-Cabin-Café, wo man warmes Essen und Getränke bekommt.
Es gibt auch einen 9-Loch-Golfplatz, der 1980 von ‘’A. & K. Baker‘‘ entworfen wurde, und einen Pitch and putt (Golfplatz mit verkürzter Spiellänge) für Familien im Park, sowie der Möglichkeit, zu Angeln. Der Himley-Hall-Segelclub ist seit 1970 am großen See ansässig und dient auch als Trainingszentrum, das von der Royal Yachting Association (RYA) registriert ist.